# Guzmania nicaraguensis
Guzmania nicaraguensis är en gräsväxtart som beskrevs av Carl Christian Mez och Charles Fuller Baker. Guzmania nicaraguensis ingår i släktet Guzmania och familjen Bromeliaceae. Inga underarter finns listade i Catalogue of Life.